# Кавелье де Ла Саль, Рене-Робер
Рене́-Робе́р Кавелье́ де Ла Саль (фр. René-Robert Cavelier de La Salle), или просто Ла Саль (22 ноября 1643, Руан — 19 марта 1687, Техас), — французский исследователь Северной Америки, первым из европейцев проплывший по реке Миссисипи и объявивший весь её бассейн владением французского короля под именем Луизианы. Благодаря его кипучей деятельности Франция приобрела (по крайней мере, на бумаге) огромную территорию, которую Наполеон век спустя отдаст за бесценок при совершении Луизианской сделки. В честь Ла Саля названо несколько городов и округов в США, административный район Монреаля, королевская военная академия в Канаде и марка автомобилей, производившихся с 1927 по 1940 годы компанией «General Motors».

## Ранние годы

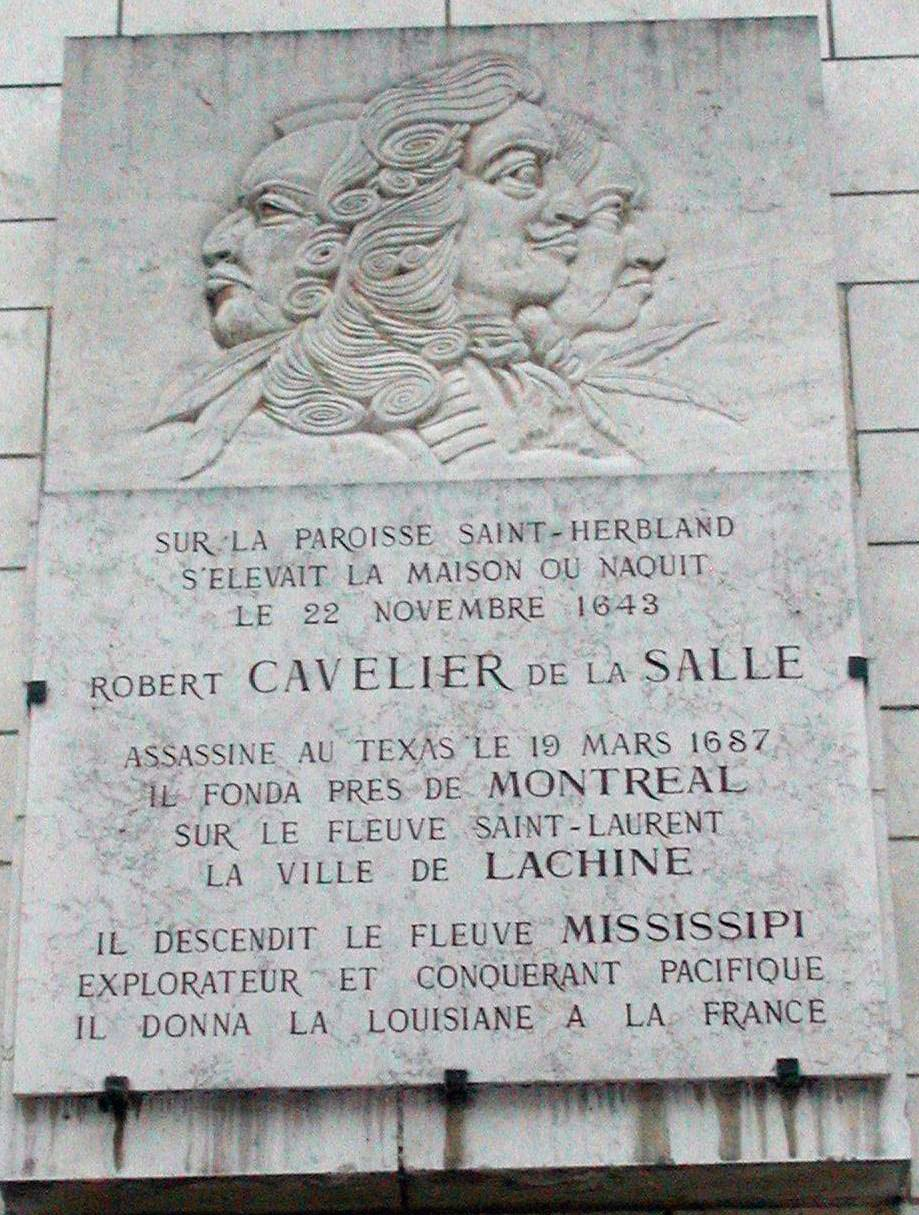
Мемориальная доска в честь ла Саля в его родном Руане.

Рене-Робер Кавелье получил воспитание в иезуитском колледже. К 22 годам он решил не принимать сан и, услышав о приключениях Шамплена и прочих французов в Америке, отправился в Новую Францию, где ему был пожалован земельный участок на острове Монреаль возле порогов Лашин. Помимо земледелия, Кавелье приторговывал пушниной, которую доставляли в его поместье индейцы из далёких уголков Америки. Из общения с туземцами ему стало известно о больших реках к югу от Великих озёр. В 1669 г. предприимчивый француз продал свой участок с намерением двинуться в сторону реки Огайо; долгое время ему приписывалась честь её открытия.
Кавелье нашёл союзника в лице графа де Фронтенака, самого энергичного и успешного из всех губернаторов Новой Франции. Фронтенак, которому докучали своими вылазками ирокезы, убедил Кавелье возвести на берегу озера Онтарио форт Фронтенак, откуда можно было держать под контролем меховую торговлю индейцев с колонистами Новой Англии, а также отправлять разведывательные экспедиции внутрь континента.
Планы Кавелье и Фронтенака натолкнулись на противодействие как монреальских купцов, державшихся за свою монополию на торговлю пушниной, так и иезуитов, которые считали своим долгом первыми принести туземцам «свет слова божьего». Кавелье, однако, во время поездки во Францию заручился поддержкой королевского двора, заложил форт Фронтенак (ныне Кингстон) и стал управлять им как представитель губернатора. В благодарность за усердие Людовик XIV возвёл его в дворянство с титулом «сеньора де ла Саль».

## Расширение Новой Франции
Управляя своим фортом, Ла Саль разбогател на торговле пушниной, но это не остудило его одержимости неизведанными землями к югу. В 1677 г. он вновь едет на встречу с «королём-солнцем» и получает разрешение на освоение «западных пределов Новой Франции», строительство бревенчатых укреплений, а также монопольное право на торговлю шкурами буйволов.

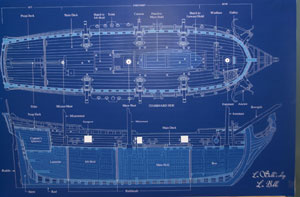
Чертёж затонувшего в бухте Матагорда корабля Ла Саля, «Ла Белль (корабль)» (обнаружен археологами в 1995 г.).

Поскольку король отказался финансировать предприятия колониста, Ла Салю пришлось войти в крупные долги в Париже и в Монреале. Иезуиты продолжали всячески препятствовать его деятельности, но зато в Европе он нашёл верного соратника в лице итальянского рыцаря Анри де Тонти. По возвращении в Канаду в 1679 году Ла Саль и Тонти построили «Гриффон» — первое торговое судно, бороздившее воды озера Эри. На нём они надеялись спуститься вниз по Миссисипи. Двигаясь на запад, Ла Салю удалось обнаружить крупную реку Иллинойс. Там был заложен форт Кревкёр (фр. Crèvecœur) и начато строительство ещё одного корабля.
Готовясь к походу внутрь материка, Ла Саль подметил, что индейцы способны совершать большие сухопутные переходы, питаясь дичью и небольшим запасом маиса. Таким образом, он в середине зимы пропутешествовал от форта Фронтенак до открытого ими Ниагарского водопада, чем вызвал неподдельное восхищение иезуита Луи Энпена, решившего примкнуть к его отряду. Несмотря на крушение «Гриффона» и уничтожение форта Кревкёра, Ла Саль в 1680 году сумел спуститься по Иллинойсу вплоть до его слияния с Миссисипи. Река его мечты лежала перед ним, но первопроходцу пришлось повернуть назад при известии об опасности, грозящей отряду его товарища Тонти.
Только в сезон 1681—1682 годов, получив дополнительные средства от заимодавцев, Ла Саль и Тонти спустились на каноэ вниз по Миссисипи и вышли 9 апреля в Мексиканский залив. Там Ла Саль торжественно объявил весь бассейн пройденной им реки собственностью французского короля и дал этим землям, плодороднейшим на континенте, имя Луизианы, то есть «Людовиковых».
Следующим мероприятием Ла Саля было возведение форта Сен-Луи на Иллинойсе. Основными поселенцами этой колонии на первых порах были индейцы. Для поддержания колонии на плаву Ла Саль обратился за помощью к губернатору в Квебек. Вести пришли неутешительные: Фронтенак был смещён, а его преемник, относившийся к Ла Салю весьма неприязненно, потребовал от последнего оставить Сен-Луи. Первопроходец отказался подчиниться приказу и, прибыв в Версаль, настоял на аудиенции у короля, который выслушал его благосклонно и пообещал свою поддержку.

## Последний поход

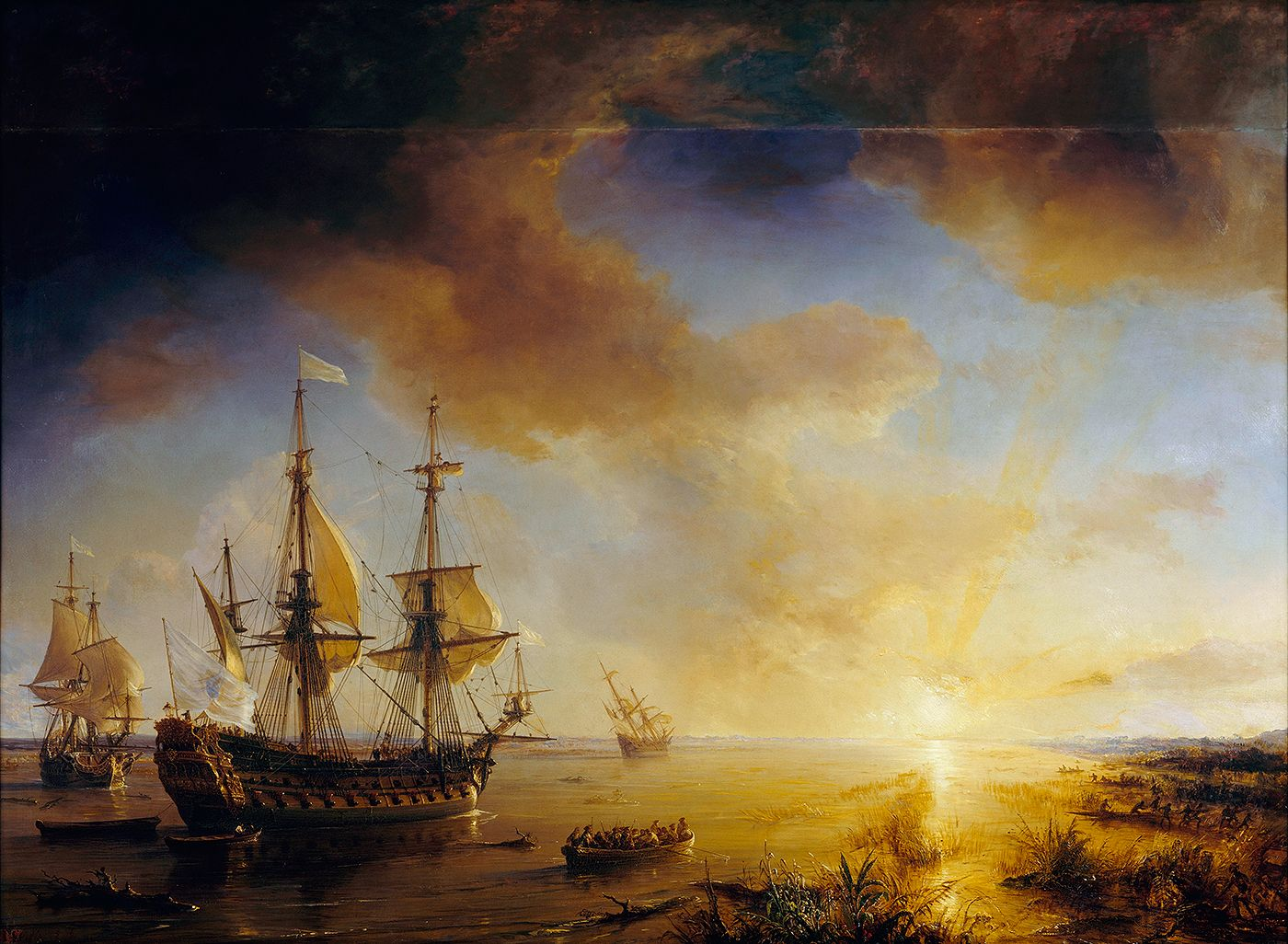
«Ла Саль в поисках устья Миссисипи», картина 1844 года.

Для закрепления Луизианы за Францией Ла Саль считал необходимым обосноваться в устье Миссисипи и, по возможности, отобрать у испанцев северную часть Техаса. В его распоряжении находилось не более 200 французов, но он считал возможным собрать под своими знамёнами до 15 тысяч индейцев и, кроме того, рассчитывал на услуги карибских буканиров. Со стороны это предприятие выглядело авантюрой, однако Людовик XIV, в то время воевавший с испанцами, посчитал, что отвлечь их внимание на западе было бы полезным. Он выделил Ла Салю деньги, суда и людей.
24 июля 1684 года экспедиция Ла Саля отплыла из Франции в сторону Мексиканского залива. С самого начала её преследовали неудачи — болезни, пираты, кораблекрушения. Капитаны отказывались следовать приказам Ла Саля. Их карты оказались настолько неточными, что суда прошли на 500 миль западнее точки назначения и приняли за устье Миссисипи бухту Матагорда у берегов Техаса. Силы экспедиции были подорваны кораблекрушением, а последнее судно вернулось во Францию. Тогда Ла Саль решил достичь Миссисипи по суше, но, потерпев и здесь неудачу, в январе 1687 года решил добираться по суше до Новой Франции (Канады). По пути его отряд взбунтовался, и Ла Саль был убит в районе реки Бразос.